# Phyllolais pulchella
Phyllolais pulchella е вид птица от семейство Cisticolidae, единствен представител на род Phyllolais.

## Разпространение
Видът е разпространен в Еритрея, Етиопия, Камерун, Демократична република Конго, Кения, Нигер, Нигерия, Руанда, Судан, Танзания, Уганда, Централноафриканската република, Чад и Южен Судан.